# Sportverein Darmstadt 1898 2013-2014
Questa voce raccoglie le informazioni riguardanti lo Sportverein Darmstadt 1898 nelle competizioni ufficiali della stagione 2013-2014.

## Stagione
Nella stagione 2013-2014 il Darmstadt, allenato da Dirk Schuster, concluse il campionato di 3. Liga al 3º posto, vinse i play-off con l'Arminia Bielefeld e fu promosso in 2. Bundesliga. In Coppa di Germania il Darmstadt fu eliminato al secondo turno dallo Schalke 04.

## Rosa
| N. |                     | Ruolo | Calciatore          |
| -- | ------------------- | ----- | ------------------- |
| 1  | Germania (bandiera) | P     | Jan Zimmermann      |
| 2  | Germania (bandiera) | D     | Julian Ratei        |
| 3  | Germania (bandiera) | D     | Michael Stegmayer   |
| 4  | Turchia (bandiera)  | D     | Aytaç Sulu          |
| 5  | Germania (bandiera) | D     | Benjamin Gorka      |
| 6  | Germania (bandiera) | C     | Julius Biada        |
| 7  | Germania (bandiera) | A     | Marco Sailer        |
| 8  | Germania (bandiera) | C     | Jérôme Gondorf      |
| 9  | Germania (bandiera) | A     | Dominik Stroh-Engel |
| 10 | Brasile (bandiera)  | C     | Elton da Costa      |
| 11 | Germania (bandiera) | A     | Markus Ziereis      |
| 14 | Germania (bandiera) | C     | Uwe Hesse           |

| N. |                       | Ruolo | Calciatore        |
| -- | --------------------- | ----- | ----------------- |
| 15 | Germania (bandiera)   | D     | Benjamin Maas     |
| 17 | Germania (bandiera)   | C     | Hanno Behrens     |
| 19 | Croazia (bandiera)    | D     | Josip Landeka     |
| 20 | Germania (bandiera)   | C     | Marcel Heller     |
| 21 | Germania (bandiera)   | D     | Sandro Sirigu     |
| 22 | Germania (bandiera)   | D     | Aaron Berzel      |
| 23 | Germania (bandiera)   | C     | Benjamin Baier    |
| 26 | Germania (bandiera)   | D     | Serkan Firat      |
| 27 | Slovacchia (bandiera) | C     | Milan Ivana       |
| 28 | Germania (bandiera)   | P     | David Salfeld     |
| 29 | Germania (bandiera)   | D     | Mario Barusic     |
| 30 | Germania (bandiera)   | P     | Steven Braunsdorf |

## Organigramma societario
Area tecnica
- Allenatore: Dirk Schuster
- Allenatore in seconda: Sascha Franz
- Preparatore dei portieri: Dimo Wache
- Preparatori atletici: Frank Steinmetz

## Calciomercato

### Sessione estiva
| Acquisti | Acquisti            | Acquisti             | Acquisti |
| R.       | Nome                | da                   | Modalità |
| -------- | ------------------- | -------------------- | -------- |
| D        | Aaron Berzel        | Babelsberg           |          |
| C        | Julius Biada        | Schalke 04 II        |          |
| D        | Serkan Firat        | Darmstadt U19        |          |
| C        | Jérôme Gondorf      | Kickers Stoccarda    |          |
| C        | Marcel Heller       | Alemannia Aquisgrana |          |
| A        | Marco Sailer        | Heidenheim           |          |
| A        | Dennis Schmidt      | Sportfreunde Lotte   |          |
| D        | Sandro Sirigu       | Heidenheim           |          |
| A        | Dominik Stroh-Engel | Wehen Wiesbaden      |          |

| Cessioni | Cessioni          | Cessioni           | Cessioni |
| R.       | Nome              | a                  | Modalità |
| -------- | ----------------- | ------------------ | -------- |
| C        | Musa Karli        | Oldenburg          |          |
| C        | Danny Latza       | Bochum             |          |
| D        | Christian Beisel  | Homburg            |          |
| C        | Burak Bilgin      | Viktoria Griesheim |          |
| A        | Freddy Borg       | Şüvəlan FK         |          |
| D        | Andreas Gaebler   | Homburg            |          |
| D        | Stefan Hickl      | Viktoria Colonia   |          |
| D        | Cem Islamoglu     | Waldhof Mannheim   |          |
| A        | Marcus Steegmann  | Viktoria Colonia   |          |
| A        | Preston Zimmerman | Schott Magonza     |          |

### Sessione invernale
| Acquisti | Acquisti          | Acquisti          | Acquisti |
| R.       | Nome              | da                | Modalità |
| -------- | ----------------- | ----------------- | -------- |
| P        | Steven Braunsdorf | Lokomotive Lipsia |          |
| D        | Josip Landeka     | Chemnitz          |          |
| A        | Markus Ziereis    | FSV Francoforte   |          |

| Cessioni | Cessioni          | Cessioni         | Cessioni |
| R.       | Nome              | a                | Modalità |
| -------- | ----------------- | ---------------- | -------- |
| C        | Nikola Mladenovic | Waldhof Mannheim |          |
| A        | Rudi Hübner       | FSV Fernwald     |          |
| A        | Dennis Schmidt    | Wuppertal        |          |

## Risultati

### 3. Liga

#### Girone di andata
| Darmstadt 20 luglio 2013, ore 14:00 CEST 1ª giornata | Darmstadt | 0 – 0 referto | Elversberg | Stadion am Böllenfalltor (5 207 spett.)\| Arbitro: \| Leicher \| |
| Arbitro:                                             | Leicher   |               |            |                                                                  |

| Arbitro: | Sather |

|             |           |                 |
| Riemann 25’ | Marcatori | 51’ Stroh-Engel |

| Arbitro: | Dittrich |

|  |           |                          |
|  | Marcatori | 54’ Dercho 90’ Hohnstedt |

| Arbitro: | Gerach |

|                           |           |                                            |
| Duhnke 56’ Voglsammer 60’ | Marcatori | 40’ Ivana 45’, 82’, 90’ (rig.) Stroh-Engel |

| Arbitro: | Hartmann |

|           |           |  |
| Ivana 46’ | Marcatori |  |

| Arbitro: | Unger |

|                 |           |  |
| Aosman 34’, 76’ | Marcatori |  |

| Arbitro: | Valentin |

|                        |           |                   |
| Stroh-Engel 52’ (rig.) | Marcatori | 33’ Garbuschewski |

| Arbitro: | Bandurski |

|               |           |                      |
| Bandowski 11’ | Marcatori | 20’ (aut.) Bandowski |

| Arbitro: | Siebert |

|  |           |                                                |
|  | Marcatori | 10’ Sailer 17’ Stroh-Engel 33’ Sulu 79’ Heller |

| Arbitro: | Aarnink |

|                                                                      |           |  |
| Gondorf 23’ Behrens 26’ Stroh-Engel 47’, 54’ (rig.), 57’ (rig.), 72’ | Marcatori |  |

| Arbitro: | Giese |

|  |           |           |
|  | Marcatori | 11’ Costa |

| Arbitro: | Dingert |

|                 |           |  |
| Stroh-Engel 36’ | Marcatori |  |

| Arbitro: | Kempter |

|           |           |  |
| Gogia 45’ | Marcatori |  |

| Arbitro: | Petersen |

|                                                           |           |  |
| Stroh-Engel 20’, 54’ (rig.), 83’ (rig.) Kirsch 90’ (aut.) | Marcatori |  |

| Arbitro: | Steinberg |

|                            |           |          |
| Burkhardt 45’ Knochner 84’ | Marcatori | 7’ Biada |

| Arbitro: | Willenborg |

|  |           |            |
|  | Marcatori | 68’ Kaiser |

| Arbitro: | Heft |

|                                                         |           |  |
| Engelhardt 83’ Nietfeld 86’ Pfingsten-Reddig 89’ (rig.) | Marcatori |  |

| Arbitro: | Blos |

|                      |           |                          |
| Heller 10’ Baier 59’ | Marcatori | 53’ Vunguidica 80’ Röser |

| Arbitro: | Gagelmann |

|  |           |                     |
|  | Marcatori | 20’ Ivana 59’ Gorka |

#### Girone di ritorno
| Arbitro: | Göpferich |

|                 |           |  |
| Stroh-Engel 21’ | Marcatori |  |

| Arbitro: | Storks |

|  |           |                                          |
|  | Marcatori | 17’ Sirigu 50’ (aut.) Wenzel 71’ Behrens |

| Arbitro: | Ittrich |

|              |           |                   |
| Ornatelli 2’ | Marcatori | 9’ (aut.) Neumann |

| Arbitro: | Fischer |

|                                         |           |          |
| Stroh-Engel 15’, 47’ Schwarz 31’ (aut.) | Marcatori | 43’ Moll |

| Arbitro: | Brych |

|             |           |          |
| Morabit 14’ | Marcatori | 76’ Sulu |

| Arbitro: | Sather |

|                            |           |              |
| Sailer 17’ Stroh-Engel 61’ | Marcatori | 90’ Dressler |

| Arbitro: | Schmidt |

|          |           |                 |
| Fink 30’ | Marcatori | 65’ Stroh-Engel |

| Arbitro: | Dietz |

|                                |           |  |
| Stroh-Engel 3’, 74’ Berzel 13’ | Marcatori |  |

| Arbitro: | Stark |

|                        |           |  |
| Stroh-Engel 84’ (rig.) | Marcatori |  |

| Arbitro: | Willenborg |

|  |           |                 |
|  | Marcatori | 17’ Stroh-Engel |

| Arbitro: | Stein |

|                 |           |  |
| Stroh-Engel 15’ | Marcatori |  |

| Stoccarda 25 marzo 2014, ore 19:00 CET 31ª giornata | Kickers Stoccarda | 0 – 0 referto | Darmstadt | Gazi-Stadion auf der Waldau (4 300 spett.)\| Arbitro: \| Schriever \| |
| Arbitro:                                            | Schriever         |               |           |                                                                       |

| Arbitro: | Osmers |

|                                             |           |              |
| Gondorf 8’ Stroh-Engel 40’, 67’ Behrens 43’ | Marcatori | 76’ Furuholm |

| Arbitro: | Kampka |

|  |           |                                 |
|  | Marcatori | 55’ (rig.) Stegmayer 84’ Sirigu |

| Arbitro: | Aarnink |

|           |           |  |
| Ivana 58’ | Marcatori |  |

| Arbitro: | Kinhöfer |

|          |           |  |
| Jung 16’ | Marcatori |  |

| Arbitro: | Schriever |

|                           |           |             |
| Costa 30’ Stroh-Engel 85’ | Marcatori | 5’ Kammlott |

| Arbitro: | Gagelmann |

|  |           |           |
|  | Marcatori | 65’ Costa |

| Arbitro: | Winkmann |

|             |           |                                        |
| Behrens 19’ | Marcatori | 15’ Hartmann 20’ Siedschlag 85’ Heider |

#### Spareggio promozione-retrocessione
| Arbitro: | Aytekin |

|           |           |                                |
| Ivana 65’ | Marcatori | 22’ Müller 33’ Sahar 85’ Hille |

| Arbitro: | Drees |

|                               |           |                                                    |
| Burmeister 53’ Przybyłko 110’ | Marcatori | 23’ Stroh-Engel 51’ Behrens 79’ Gondorf 120’ Costa |

### Coppa di Germania
| Arbitro: | Willenborg |

|                                               |                      |                                          |
| Sulu Sailer Costa Stegmayer Stroh-Engel Ivana | Tiri di rigore 5 – 4 | Daems de Jong Xhaka Kruse Stranzl Hrgota |

| Arbitro: | Zwayer |

|             |           |                                         |
| Behrens 36’ | Marcatori | 35’ (rig.) Farfán 58’ Höwedes 86’ Meyer |

## Statistiche

### Statistiche di squadra
| Competizione                       | Punti | In casa | In casa | In casa | In casa | In casa | In casa | In trasferta | In trasferta | In trasferta | In trasferta | In trasferta | In trasferta | Totale | Totale | Totale | Totale | Totale | Totale | DR  |
| Competizione                       | Punti | G       | V       | N       | P       | Gf      | Gs      | G            | V            | N            | P            | Gf           | Gs           | G      | V      | N      | P      | Gf     | Gs     | DR  |
| ---------------------------------- | ----- | ------- | ------- | ------- | ------- | ------- | ------- | ------------ | ------------ | ------------ | ------------ | ------------ | ------------ | ------ | ------ | ------ | ------ | ------ | ------ | --- |
| 3. Liga                            | 72    | 19      | 13      | 3       | 3       | 34      | 13      | 19           | 8            | 6            | 5            | 24           | 16           | 38     | 21     | 9      | 8      | 58     | 29     | +29 |
| Spareggio promozione-retrocessione | -     | 1       | 0       | 0       | 1       | 1       | 3       | 1            | 1            | 0            | 0            | 4            | 2            | 2      | 1      | 0      | 1      | 5      | 5      | 0   |
| Coppa di Germania                  | -     | 2       | 0       | 1       | 1       | 1       | 3       | 0            | 0            | 0            | 0            | 0            | 0            | 2      | 0      | 1      | 1      | 1      | 3      | -2  |
| Totale                             | 72    | 22      | 13      | 4       | 5       | 36      | 19      | 20           | 9            | 6            | 5            | 28           | 18           | 42     | 22     | 10     | 10     | 64     | 37     | +27 |

### Andamento in campionato
| Giornata  | 1 | 2  | 3  | 4  | 5 | 6  | 7  | 8  | 9  | 10 | 11 | 12 | 13 | 14 | 15 | 16 | 17 | 18 | 19 | 20 | 21 | 22 | 23 | 24 | 25 | 26 | 27 | 28 | 29 | 30 | 31 | 32 | 33 | 34 | 35 | 36 | 37 | 38 |
| --------- | - | -- | -- | -- | - | -- | -- | -- | -- | -- | -- | -- | -- | -- | -- | -- | -- | -- | -- | -- | -- | -- | -- | -- | -- | -- | -- | -- | -- | -- | -- | -- | -- | -- | -- | -- | -- | -- |
| Luogo     | C | T  | C  | T  | C | T  | C  | T  | T  | C  | T  | C  | T  | C  | T  | C  | T  | C  | T  | C  |    | T  | C  | T  | C  | T  | C  | C  | T  | C  | T  | C  | T  | C  | T  | C  | T  | C  |
| Risultato | N | N  | P  | V  | V | P  | N  | N  | V  | V  | V  | V  | P  | V  | P  | P  | P  | N  | V  | V  |    | N  | V  | N  | V  | N  | V  | V  | V  | V  | N  | V  | V  | V  | P  | V  | V  | P  |
| Posizione | 8 | 12 | 14 | 11 | 9 | 12 | 12 | 13 | 10 | 6  | 4  | 2  | 3  | 2  | 3  | 6  | 6  | 7  | 4  | 4  | 3  | 3  | 3  | 3  | 3  | 3  | 3  | 3  | 3  | 3  | 3  | 3  | 3  | 3  | 3  | 3  | 3  | 3  |

Legenda:

Luogo: C = Casa; T = Trasferta. Risultato: V = Vittoria; N = Pareggio; P = Sconfitta.

### Statistiche dei giocatori
| Giocatore      | 3. Liga  | 3. Liga | 3. Liga     | 3. Liga    | Spareggio | Spareggio | Spareggio   | Spareggio  | Coppa di Germania | Coppa di Germania | Coppa di Germania | Coppa di Germania | Totale   | Totale | Totale      | Totale     |
| Giocatore      | Presenze | Reti    | Ammonizioni | Espulsioni | Presenze  | Reti      | Ammonizioni | Espulsioni | Presenze          | Reti              | Ammonizioni       | Espulsioni        | Presenze | Reti   | Ammonizioni | Espulsioni |
| -------------- | -------- | ------- | ----------- | ---------- | --------- | --------- | ----------- | ---------- | ----------------- | ----------------- | ----------------- | ----------------- | -------- | ------ | ----------- | ---------- |
| B. Baier       | 11       | 1       | 0           | 0          | 0         | 0         | 0           | 0          | 0                 | 0                 | 0                 | 0                 | 11       | 1      | 0           | 0          |
| M. Barusic     | 0        | 0       | 0           | 0          | 0         | 0         | 0           | 0          | 0                 | 0                 | 0                 | 0                 | 0        | 0      | 0           | 0          |
| H. Behrens     | 36       | 4       | 10          | 0          | 2         | 1         | 0           | 0          | 2                 | 1                 | 0                 | 0                 | 40       | 6      | 10          | 0          |
| A. Berzel      | 27       | 1       | 6           | 1          | 2         | 0         | 0           | 0          | 1                 | 0                 | 0                 | 0                 | 30       | 1      | 6           | 1          |
| J. Biada       | 16       | 1       | 3           | 0          | 1         | 0         | 0           | 0          | 1                 | 0                 | 0                 | 0                 | 18       | 1      | 3           | 0          |
| S. Braunsdorf  | 0        | 0       | 0           | 0          | 0         | 0         | 0           | 0          | 0                 | 0                 | 0                 | 0                 | 0        | 0      | 0           | 0          |
| E. Costa       | 28       | 3       | 2           | 0          | 2         | 1         | 0           | 0          | 2                 | 0                 | 0                 | 0                 | 32       | 4      | 2           | 0          |
| S. Firat       | 1        | 0       | 0           | 0          | 0         | 0         | 0           | 0          | 0                 | 0                 | 0                 | 0                 | 1        | 0      | 0           | 0          |
| J. Gondorf     | 35       | 2       | 10          | 0          | 2         | 1         | 1           | 0          | 2                 | 0                 | 1                 | 0                 | 39       | 3      | 12          | 0          |
| B. Gorka       | 36       | 1       | 2           | 0          | 2         | 0         | 0           | 0          | 2                 | 0                 | 0                 | 0                 | 40       | 1      | 2           | 0          |
| M. Heller      | 37       | 2       | 8           | 0          | 2         | 0         | 1           | 0          | 2                 | 0                 | 0                 | 0                 | 41       | 2      | 9           | 0          |
| U. Hesse       | 4        | 0       | 0           | 0          | 0         | 0         | 0           | 0          | 1                 | 0                 | 0                 | 0                 | 5        | 0      | 0           | 0          |
| R. Hübner      | 1        | 0       | 0           | 0          | 0         | 0         | 0           | 0          | 0                 | 0                 | 0                 | 0                 | 1        | 0      | 0           | 0          |
| M. Ivana       | 34       | 4       | 5           | 0          | 2         | 1         | 0           | 0          | 2                 | 0                 | 0                 | 0                 | 38       | 5      | 5           | 0          |
| J. Landeka     | 10       | 0       | 0           | 0          | 1         | 0         | 0           | 0          | 0                 | 0                 | 0                 | 0                 | 11       | 0      | 0           | 0          |
| B. Maas        | 28       | 0       | 2           | 0          | 0         | 0         | 0           | 0          | 0                 | 0                 | 0                 | 0                 | 28       | 0      | 2           | 0          |
| N. Mladenovic  | 1        | 0       | 0           | 0          | 0         | 0         | 0           | 0          | 0                 | 0                 | 0                 | 0                 | 1        | 0      | 0           | 0          |
| J. Ratei       | 3        | 0       | 0           | 0          | 0         | 0         | 0           | 0          | 1                 | 0                 | 0                 | 0                 | 4        | 0      | 0           | 0          |
| M. Sailer      | 31       | 2       | 6           | 0          | 2         | 0         | 1           | 0          | 2                 | 0                 | 0                 | 0                 | 35       | 2      | 7           | 0          |
| D. Salfeld     | 0        | 0       | 0           | 0          | 0         | 0         | 0           | 0          | 0                 | 0                 | 0                 | 0                 | 0        | 0      | 0           | 0          |
| D. Schmidt     | 7        | 0       | 0           | 0          | 0         | 0         | 0           | 0          | 1                 | 0                 | 0                 | 0                 | 8        | 0      | 0           | 0          |
| M. Schnier     | 0        | 0       | 0           | 0          | 0         | 0         | 0           | 0          | 0                 | 0                 | 0                 | 0                 | 0        | 0      | 0           | 0          |
| S. Sirigu      | 30       | 2       | 7           | 0          | 2         | 0         | 0           | 0          | 1                 | 0                 | 0                 | 0                 | 33       | 2      | 7           | 0          |
| M. Stegmayer   | 37       | 1       | 5           | 0          | 2         | 0         | 0           | 0          | 2                 | 0                 | 1                 | 0                 | 41       | 1      | 6           | 0          |
| D. Stroh-Engel | 34       | 27      | 10          | 1          | 2         | 1         | 2           | 0          | 2                 | 0                 | 0                 | 0                 | 38       | 28     | 12          | 1          |
| A. Sulu        | 35       | 2       | 10          | 1          | 2         | 0         | 0           | 0          | 2                 | 0                 | 1                 | 0                 | 39       | 2      | 11          | 1          |
| M. Ziereis     | 6        | 0       | 0           | 0          | 0         | 0         | 0           | 0          | 0                 | 0                 | 0                 | 0                 | 6        | 0      | 0           | 0          |
| J. Zimmermann  | 38       | 0       | 2           | 0          | 2         | 0         | 0           | 0          | 2                 | 0                 | 1                 | 0                 | 42       | 0      | 3           | 0          |